# آن رامبرغ
آن كريستين رامبرغ (بالسويدية: Anne Ramberg)‏ (من مواليد 26 أغسطس 1952) هي محامية سويدية، ومنذ عام 2000 أصبحت الأمين العام لنقابة المحامين السويدية ( Sveriges advokatsamfund). وهي أول امرأة تشغل هذا المنصب.

## السيرة الشخصية
رامبرغ هي ابنة آني كريستنسون وزوجته إليز، وهي محامية. نشأت في أوسترمالم في ستوكهولم، حيث عاشت في غريف مانيجاتان ودرست في نورا ريال . عملت كسكرتيرة بين عامي 1974 و 1975. درست القانون في جامعة ستوكهولم ، وأصبحت مرشحة في عام 1976. أصبحت محامية ممارسة عام 1981. إلى جانب عملها كأمين عام لنقابة المحامين السويدية، تحتل أيضًا مناصب أخرى في السويد ودوليًا. حيث كانت عضوًا في مجلس اقتراح القضاة السويديين، وعملت في محكمة العدل الأوروبية، كما كانت عضوًا في مجلس وحدات الجرائم الاقتصادية. عملت أيضًا عضوًا في اتحاد المساعدة القانونية الدولي (ILAC) ، ورابطة المحامين الدولية (IBA) ، والمعهد الدولي لنقابات المحامين (BAHRI) و IBA Human Rights Trust ، ومجلس نقابات المحامين والجمعيات القانونية في أوروبا (CCBE) ومعهد CEELI.
كانت سابقًا عضوًا في مجلس الرأي الصحفي لمدة ست سنوات، ورئيسة مجلس الإدارة في Juristföreningen (جمعية المحامين) في ستوكهولم. وكذلك رئيس مجلس الأمناء في جامعة ستوكهولم، وشغلت لعدة سنوات عضوية المجلس الأخلاقي في مجلس الشرطة الوطني، والمدير العام للمجموعة المرجعية لشرطة الأمن.
في عام 2006 ، حصلت رامبرغ على وسام جلالة الملك من حجم 12 مع الشريط الأزرق لعملها في النظام القضائي السويدي. في عام 2016 ، مُنحت رامبرغ الدكتوراه الفخرية من الكلية القضائية بجامعة أوبسالا . وتم اختيارها لإعطاء محاضرة آنا ليند السنوية الثانية عشرة في لوند في عام 2016 حيث تناولت بحديثها التحدي الذي يواجه الشركات والمتمثل في دعم حقوق الإنسان.

## المواقف
في دورها كأمين عام ومحامية، كانت رامبرغ غالبًا ما تناقش النقاط القضائية في النقاش الاجتماعي في السويد، الأمر الذي تسبب في الكثير من الجدل. إنتقدت رامبرغ، وبشدة، العديد من المقترحات التي قدمها وزير العدل توماس بودستروم ‏ حول إعطاء الشرطة مساحة أكبر للمراقبة والاعتراض، والتي رأتها رامبرغ كتهديد للنزاهة الشخصية. وانتقدت أيضا مكتب الضرائب السويدي بسبب مراجعاته الضريبية الموجهة ضد مكاتب المحاماة وطريقته لمراجعة الآخرين من خلال ما يسمى بمراجعات الرجل الثالث. كما وجهت انتقادات إلى وزير العدل بياتريس أسك ‏ ، الذي عبر عن رأي مفاده أن المشتبهين في شراء خدمات الجنس يجب أن يفضحوا من خلال وسائل الإعلام ؛ إذ قالت رامبرغ أنه كان «رأيا مخيفا».

## الحياة الشخصية
بين عامي 1977 و 2002 ، كانت متزوجة من المحامي فريدريك رامبرغ (مواليد 1949) ، وهو ابن المحامي يوهان رامبرغ. و لهما ابن وُلد في عام 1984. بعد ذلك ارتبطت بعلاقة مع المحامي كلايس لوندبلاد (مواليد 1946).